# زلازل بحر اليابان 2024
في 1 كانون الثاني/ يناير 2024، الساعة 4:10 مساءً بتوقيت اليابان، ضرب زلزال بقوة 7.6 درجة محافظة إيشيكاوا وسط اليابان. وكان مركزه في شبه جزيرة نوتو ولّد الزلزال أيضًا تسونامي على طول بحر اليابان.

## التكوين التكتوني
تعرض الطرف الشمالي الشرقي لشبه جزيرة نوتو لسرب من الزلازل منذ عام 2018، ويعد هذا الزلزال هو الأكبر ضمن سلسلة الزلازل، حيث تجاوز الزلزال الذي بلغت قوته 6.3 درجة والذي وقع في أيار/مايو 2023. وكان الأقوى الذي يضرب منطقة بحر اليابان منذ عام 1983.
تقع اليابان على حدود متقاربة بين المحيط الهادئ، وبحر الفلبين، وأوخوتسك، وصفائح أموريان. على طول الساحل الشرقي والجنوبي الشرقي لقوس الجزيرة، يحدث اندساس لصفائح بحر المحيط الهادئ والفلبين عند خندق اليابان وحوض نانكاي، على التوالي. الساحل الغربي لهونشو، المتاخم لبحر اليابان، هو حدود متقاربة تتجه من الشمال إلى الجنوب. يُعتقد أن هذه الحدود بين صفيحتي أموريان وأوكوتسك هي منطقة اندساس أولية، تتكون من صدوع دفعية تتجه نحو الشرق. تحدث التكتونيات المتقاربة في المنطقة منذ نهاية العصر البليوسيني. يحدث الزلازل والتسونامي على صدوع الدفع التي تشكل الحدود، بمقادير تتراوح بين 6.8-7.9 على مقياس درجة العزم. حدثت زلازل وأمواج تسونامي كبرى على طول هذه الحدود في أعوام 1741 و1833 و1940 و1964 و1983 و1993، على الرغم من أن أصل تسونامي 1741 لا يزال محل شك.

## الزلازل
أبلغت هيئة المسح الجيولوجي الأمريكية عن قوة لحظية قدرها 7.5 وعمق بؤري قدره 10 كم للزلزال. وسجلت وكالة الأرصاد الجوية اليابانية قوة 7.6 درجة. تتوافق الآلية البؤرية للهزة الرئيسية مع صدع عكسي ضحل على طول مستوى يتجه نحو الشمال الشرقي وينحدر نحو الشمال الغربي أو الجنوب الشرقي، ويحدث على طول الحدود المتقاربة بين صفيحة أوخوتسك وصفيحة أموريان. ضربت هزة مستبقة بقوة 5.5 درجة قبل أربع دقائق من الهزة الرئيسية، بينما ضربت هزة ارتدادية بقوة 6.2 درجة بعد تسعة دقائق. حدثت سبعة هزات على الأقل بقوة 5.0 وما فوق بالقرب من مركز الزلزال خلال ساعتين من الهزة الرئيسية.
وفقًا لنموذج الصدع المحدود الصادر عن هيئة المسح الجيولوجي الأمريكية، امتد التمزق الزلزالي نحو 200 كيلومتر من جنوب شرق شبه جزيرة نوتو إلى جزيرة سادو على طول الصدع الجنوبي الشرقي. مناطق الانزلاق الأكبر حدثت شمال شرق وجنوب غرب بؤرة الزلزال. أنتجت الرقعة الأخيرة أكبر إزاحة بلغت 3.67 مترًا تحت شبه الجزيرة. حدثت منطقة انزلاق أخرى بين شبه الجزيرة وجزيرة سادو، إنتجت ما يصل إلى 1.86 مترًا من الانزلاق. من المحتمل أن يكون الصدع قد تمزق باتجاه قاع البحر.

### الشدة
قالت وكالة الأرصاد الجوية اليابانية إنها سجلت شدة زلزالية قصوى بلغت 7 (شيندو 7)، وهو أعلى مستوى على مقياس الشدة الزلزالية الخاص بها. وهي المرة الأولى التي يُرصد فيها زلزال بهذه الشدة في البلاد منذ عام 2018. أُبلغ عن أقصى شدة في شيكا، محافظة إيشيكاوا. سُجلت الشدة 6+ في ناناو وواجيما وسوزو وأناميزو. سُجلت الشدة 6- في ناغاوكا بمحافظة نيغاتا وفي ناكانوتو ونوتو في إيشيكاوا. كما شعر بالزلزال سكان طوكيو وعبر منطقة كانتو، وحتى محافظة أوموري في الطرف الشمالي من هونشو وحتى كيوشو.

## التسونامي
وُضعت أجزاء كبيرة من الساحل الغربي لليابان من هوكايدو إلى محافظة ناغازاكي على الفور تحت تحذير من حدوث تسونامي بعد وقوع الزلزال، مع إصدار أوامر الإخلاء في محافظات إيشيكاوا ونيغاتا وتوياما وياماغاتا. أثار الزلزال تحذيرًا كبيرًا من حدوث تسونامي، وهو الأول منذ زلزال توهوكو عام 2011. وقالت هيئة الإذاعة اليابانية إن من المتوقع حدوث أمواج تسونامي بارتفاع خمسة أمتار. قال مركز التحذير من تسونامي في المحيط الهادئ إن موجات تسونامي خطيرة محتملة على بعد 300 كيلومتر من مركز الزلزال. أثرت أوامر الإخلاء على 51,000 شخص، حيث انتقل 1,000 شخص إلى قاعدة قوات الدفاع الذاتي اليابانية في مدينة واجيما في محافظة إيشيكاوا وحدها.
أُبلغ عن وصول الموجات الأولى في نحو الساعة 4:21 من مساء يوم الاثنين، مع موجات تسونامي تجاوزت 120 سنتيمتر ضربت مدينة واجيما في محافظة إيشيكاوا. وفي مدينة توياما بمحافظة توياما رصدت أمواج تسونامي بلغ ارتفاعها 80 سنتيمتر، وقالت سلطات مدينة كاشيوازاكي بمحافظة نيغاتا أنها رصدت أمواج تسونامي بلغ ارتفاعها 40 سنتيمتر. وسُجل تسونامي بارتفاع 20 سنتيمتر في جزيرة توبيشيما وجزيرة سادو.
خُفِّض مستوى التحذير من حدوث تسونامي كبير في وقت لاحق إلى تحذير من تسونامي في الساعة 20:30، بعد نحو أربع ساعات من وقوع الزلزال.

## الأضرار
قالت إدارة الإطفاء في واجيما إن 30 مبنى انهار في محافظة إيشيكاوا. انقطعت الكهرباء عن 36,000 منزلاً في محافظة إيشيكاوا، وقرابة 1,500 منزل في محافظة نيغاتا. اندلع حريق في مدينة واجيما قرب السوق، وبسبب تضرر الطرق، لم يتمكن رجال الإطفاء من إطفاء النيران، التي التهمت صفًا من المنازل. قال مركز شرطة إيشيكاوا ناناو إن المنازل المنهارة حاصرت الناس قبل أن يُنقذوا. دُفِن ما لا يقل عن 10 أشخاص تحت المنازل المنهارة، وفقًا لصحيفة أساهي شيمبون، بينما أُبلِغ عن عدة إصابات من قبل إدارات الإطفاء والصحة المحلية. وقال متحدث باسم مستشفى واجيما البلدي إن الناس أصيبوا بكسور في العظام أو أصيبوا بسبب سقوط أشياء.
أُبلغ عن الطرق المتصدعة وأنابيب المياه المكسورة في مدينتي هيمي وأويابي بمحافظة توياما. وأصيب عشرة أشخاص في المحافظة، بينما تضرر أكثر من 100 مبنى. في محافظة نيغاتا، أصيب تسعة أشخاص وانهارت العديد من المباني وتضررت الطرق. في محافظة فوكوي، أصيب خمسة أشخاص بجروح طفيفة. حدثت سيول في نيغاتا، كما انكسرت أنابيب الصرف الصحي وتركت العديد من المنازل بدون مياه.
أبلغ كل من سوفت بنك و كددي عن انقطاع خدمات الاتصالات والإنترنت في محافظتي إيشيكاوا ونيغاتا. عُلقت جميع خطوط القطارات وخطوط الحافلات في المناطق المتضررة مؤقتاً. أُلغيت جميع الرحلات الجوية في مطار نيغاتا، وتعليق الرحلات الجوية المغادرة والقادمة من مطار نوتو ومطار كوماتسو ومطار شوناي. عُثر على شقوق في المدرج في مطار نوتو.
وبلغت حصيلة القتلى 161 قتيلا و103 مفقودا اغلبهم في محافظة إيشيكاوا.